# أحمد أوزكان
أحمد أوزكان هو لاعب كرة قدم سويسري في مركز الدفاع، ولد في 7 مارس 1995 في لوزان في سويسرا. لعب مع أوفتاس سبور وغنتشلربيرليغي وكايسري سبور ونادي لوزان.

## وصلات خارجية
- أحمد أوزكان على موقع الاتحاد الأوربي (الإنجليزية)
- أحمد أوزكان على موقع اتحاد تركيا (لاعب) (الإنجليزية)
- أحمد أوزكان على موقع قاعدة بيانات كرة القدم.إي يو (الإنجليزية)
- أحمد أوزكان على موقع Soccerway.com (الإنجليزية)
- أحمد أوزكان على موقع عالم كرة القدم.نت (الإنجليزية)